# アストンマーティン・DBS

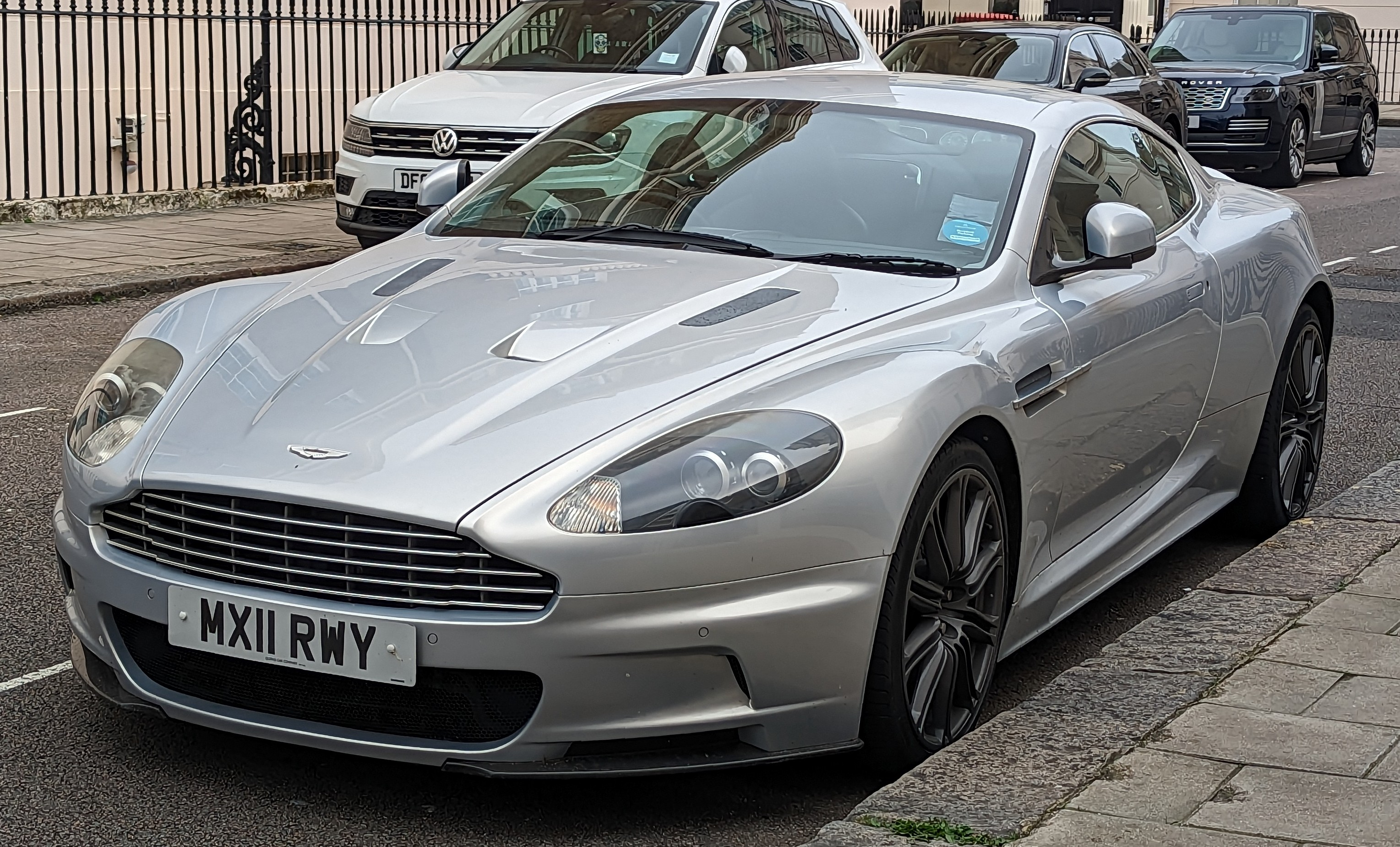
DBS（2011年モデル）

DBSとは、イギリスのアストンマーティンが開発したスポーツカー。この記事では1967年-1972年モデルと2007年-2012年モデルを解説する。DBS スーパーレッジェーラについてはリンクを参照。

## 1967年 - 1972年モデル
1967年より販売開始された。1950年代の雰囲気を色濃く残していた先代DB6とは異なり、DBSのデザインはウィリアム・タウンズによって手掛けられたモダンなものとなっている。ボディサイズを拡大したことで室内空間が拡張されたが、前面投影面積が増えたことで空力的には不利になった。
シャーシはハロルド・ビーチがDBS用に新開発したシャーシを採用した。サスペンションはフロントにはダブルウィッシュボーン、リアにはド・ディオンアクスル（トレーリングアーム/ワッツリンク）を採用。
エンジンは開発中の5.3 L 水冷V8SOHCエンジン（330PS/40.1kgm）をFRレイアウトで搭載する予定だったが、開発が予想以上に遅れていたため、急遽DB6用の4.0 L水冷直6エンジン（286PS/39.8kgm）を搭載した。しかし重量がDB6より重いため性能は低下している。のちに開発中だったV8もラインナップに加わった。
経営危機によりデイビッド・ブラウンがアストンマーティンを去った後の1973年、最後の70台のDBSが「ヴァンテージ」として生産され、この年をもってDBSの生産は終了された。後継車種はV8。以後、1994年のDB7まで、アストンマーティンの車名から「DB」のイニシャルが途絶えた。
映画007シリーズでは『女王陛下の007』、画面端ではあるが『007 ダイヤモンドは永遠に』に登場している。
総生産台数は、下記に掲げる全モデルを含めて790台。

### モデル
- 通常モデル

DB6に搭載されていた4.0 L水冷直6エンジンを搭載したモデル。
- V8モデル

1969年に追加。新開発の5.3 L水冷V8エンジンを搭載したモデル。このマシンがデヴィッド・ブラウン時代の最後のマシンとなった。なお、通常の直6モデルはこの後も生産され続けた。
- ヴァンテージ

1973年に、限定70台で発売された高性能モデル。

## 2007年 - 2012年モデル「DBS V12」
映画「007 カジノ・ロワイヤル」にて、ジェームズ・ボンドがドライブするボンドカーとして発表。同時に映画公開後に市販されることがアナウンスされ、2007年8月、ヴァンキッシュの後継モデルとして発売が開始された。続編「007 慰めの報酬」においても引き続き起用されている。また、同車両は2007年のフランクフルトモーターショーにて公開された。
新しいDBSは、軽量マグネシウム合金、カーボン繊維複合物とアルミニウムのシャーシを持っている。カーボンの使用部位は広範囲に及び、これほど広範囲への使用は同社としては初であった。また、これにより従来の素材より30kg軽量化した。
エンジンは、排気量6.0 LのV12DOHCが搭載され、最高出力は517PS、0-100km/hは4.3秒。
デビュー当初はトランスアクスル型6段マニュアルのクーペボディのみだったが、追ってDB9と同じ6段オートマチック「タッチトロニックII」、さらにオープンボディの「ヴォランテ」が選べるようになっている。2007年にはV12エンジンを搭載したDBS V12が登場。
2012年に生産終了。後継モデルとしてヴァンキッシュ（第2世代）が発売された。

## 参照
1. ↑  https://gazoo.com/catalog/maker/ASTON_MARTIN/DBS/196701/
2. ↑  https://uncrate.com/jp/article/1968-aston-martin-dbs-coupe/
3. ↑  https://b-cles.jp/car/astonmartin_dbs.html
4. ↑  https://response.jp/article/2007/08/19/98019.html
5. ↑  https://www.autocar.jp/post/871853
6. ↑  https://b-cles.jp/car/astonmartin_dbs-v12.html